# 各務原市立川島小学校
各務原市立川島小学校（かかみがはらしりつ かわしましょうがっこう）は、岐阜県各務原市川島河田町にある公立小学校。

## 概要
各務原市川島地区唯一の小学校である。
通学区域（自治会名による）は、小網第1、小網第2、小網第3、小網第4、小網第5、小網第6、小網第7、松倉町東1、松倉町東2、松倉町東3、松倉町東4、松倉町中1、松倉町中2、松倉町西1、松倉町西2、東雁場、西光坊、南雁場、山ノ瀬、三ツ矢、西雁場、松原県道、松原三ツ屋、松原三斗山、松原南屋敷、松原三軒屋、渡町東、渡町西、北山町、笠田町東、笠田町西、緑町第1、緑町第2、緑町第3、緑町第4であり、公立中学校の場合の進学先は各務原市立川島中学校である。
1942年までの川島国民学校（旧・松倉尋常小学校）及び小網島簡易科小学校の跡は民有地、川島国民学校博文分教場（旧・博文尋常小学校）の跡は三ツ屋会公民館となっている。また、これらの旧学校（渡分校、笠田分校を含む）跡地には記念碑が設置されている。

## 沿革

川島小学校の遠景

川島小学校のHPの概要では、「1908年（明治41年）に各地の学校が合併し、川島尋常小学校となって114年」となっている。ここでは「川島町史　通史編」などに基づき、博文義校の開校を開校年として記述する。また、2023年（令和5年）7月には開校150周年記念の航空写真が撮影が行われた。
江戸時代、各務原市川島地区の寺小屋は、安政2年（1855年）に笠田島村に開校されたのが最初である。その後、河田島村（文久3年（1863年）、小網島村（元治元年（1864年）、松倉村（慶応元年（1865年）にも開校したが、1873年（明治6年）までに廃止された。
- 1873年（明治6年）
  - 4月30日 - 羽栗郡小網島村、松倉村、松原島村、笠田島村、円城寺村の6ヶ村が共同で博文義校を創立。校舎は西養寺[注釈 1]を仮校舎とする。
  - 10月 - 羽栗郡松原島村字渡島、円城寺村字嘉左エ門島、笠田島村、小屋場島村が離脱し、小屋場島村に明善舎校が開校。小網島村が離脱し、小網島義校[注釈 2]設置。円城寺村が独自に学校を設立[注釈 3]し、博文義校から離脱するが、円城寺村の枝村である河田島村は博文義校に残る。
- 1874年（明治7年）
  - 5月 - 松倉村が離脱し、松倉義校設置。
  - 7月 - 博文義校が松原島村字三ツ屋3に校舎を新築し、移転。
  - （時期不明）小網島村が上中屋村に編入されたこともあり、小網島義校は敬恪義校に統合され廃校。
- 1877年（明治10年）4月 - 博文義校は川島学校と改称。
- 1883年（明治16年）7月 - 小網島村（1880年8月に上中屋村から分立）に小網島義校が再開。
- 1886年（明治19年）9月 - 川島学校は松原島尋常小学校、小網島義校は小網島簡易科小学校、松倉義校は松倉簡易科小学校に改称。
- 1887年（明治20年） - 松倉簡易科小学校は松倉尋常小学校に改称。
- 1889年（明治22年）7月 - 羽島郡小網島村、松倉村、河田島村、松原島村、笠田島村が合併し、川島村が発足。それぞれの学校は川島村立となる。
- 1893年（明治26年）5月 - 松原島尋常小学校が松原島と河田島の境界に校舎を新築し、移転。[注釈 4]。
- 1894年（明治27年） - 松原島尋常小学校が博文尋常小学校と改称。松倉尋常小学校に補習学校を併設。
- 1897年（明治30年） - 小網島簡易科小学校が小網島尋常小学校に改称する。
- 1898年（明治31年）
  - 5月 - 小網島尋常小学校と松倉尋常小学校が合併し、松倉尋常小学校となる。
  - 8月 - 博文尋常小学校に補習学校を付設。
- 1901年（明治34年） - 松倉尋常小学校に高等科を設置。
- 1903年（明治36年）　-
  - 松倉尋常小学校に工業補習学校を付設。
  - 博文尋常小学校に農業補習学校を付設。
- 1904年（明治37年） - 川島村の高等科の学校として、松倉に川島高等学校を新設。松倉尋常小学校の高等科廃止。川島高等学校の建物は松倉の民間の工場の建物を借りて使用。松倉尋常小学校と博文尋常小学校に分教場を設置していた。
- 1908年（明治41年）
  - 4月 - 松倉尋常小学校の工業補習学校、博文尋常小学校の農業補習学校を廃止。
  - 9月 - 川島高等学校、博文尋常小学校、松倉尋常小学校、笠田島尋常小学校、渡島尋常小学校が合併し、川島村立川島尋常高等小学校となる。本校は旧松倉尋常小学校[注釈 5]におかれ、旧博文尋常小学校は博文分教場（松原島）に、旧渡島尋常小学校は渡島分教場に、旧笠田島尋常小学校は笠田島分教場になる。各分教場は尋常1～4年の児童が通学。大字笠田島、大字松原島渡分区、大字松原島北山分区の5年は博文分教場に通学。
- 1941年（昭和16年）4月1日 - 川島国民学校と改称。
- 1942年（昭和17年）1月 - 羽島郡川島村大字河田島1041-1に統一校舎完成[4][5][6]。博文分教場は統一校舎に近い為廃止。大字松原島渡区分、大字松原島北山区分の1・2年生は渡分教場、大字笠田島の1～4年生は笠田分教場へ通学。
- 1947年（昭和22年）4月1日 - 川島村立川島小学校と改称。
- 1950年（昭和25年）4月 - 渡分校を廃止。
- 1956年（昭和31年）10月1日 - 町制施行により川島町立川島小学校と改称。
- 1962年（昭和37年）9月 - 笠田分校廃止。
- 1976年（昭和51年）3月 - 新校舎（第一期工事・普通教室・鉄筋コンクリート造4階建）が完成する。
- 1977年（昭和52年）3月 - 校舎（第二期工事・普通教室・特別教室・鉄筋コンクリート造4階建）が完成する。
- 1978年（昭和53年） -
  - 校舎（第三期工事・特別教室・鉄筋コンクリート造4階建）が完成する。
  - ビデオやコンピューター等、当時の最新の機器を導入し、ミニコンピュータを用いたCMIシステム[7]の開発に着手する[8]。この事が注目され、国内教育関係者の視察が増加（最盛期は2日に1回のペース）。全国的な研究会も行なわれ、国外からアメリカの教育視察団が訪問。
- 1979年（昭和54年）- シンガポール、マレーシア、バングラデシュ、イランなどのアジア諸国の共同教育視察団が訪問。
- 1985年（昭和60年） - パソコン93台を設置。CAIシステムを導入。
- 1986年（昭和61年）3月 - 体育館が完成。それまでは川島中学校の体育館を使用していた。
- 1988年（昭和63年）5月 - コンピューター利用に関するモデル校に指定される。以後、1992年まで毎年、研究発表会が開催される。
- 2004年（平成16年）11月 - 羽島郡川島町が各務原市に編入。伴って、各務原市立川島小学校と改称。
- 2019年（平成31年）4月 - 放課後児童クラブ（学童保育）の建物が完成[注釈 6]。
- 2021年（令和3年）5月31日 - 5月28日から川島大橋が橋脚傾きにより通行止めとなったため、笠田地区の児童のために通学バスの運行を開始。
- 2022年（令和4年）9月12日 - この日の下校時より、笠田地区の児童は川島大橋の歩行者自転車用仮橋（8月26日供用開始）を用いての登下校を開始。

## 交通機関
- 各務原市ふれあいバス

川島線「川島小学校前」バス停下車
- 岐阜バス

笠松川島線（2022年4月1日新設）「川島小学校前」バス停下車
松波総合病院～笠松駅～川島松倉で運行。
- 名鉄バス

一宮川島線「川島口」バス停下車　徒歩10分
一宮駅バスターミナル（尾張一宮駅、名鉄一宮駅）3番のりばより【36系統】「川島」行き。　※名鉄バス木曽川線で、江南駅から「川島」行きもあるが、2025年現在土日祝日運行の1本のみ。

## 学校周辺
- 川島市民サービスセンター
- 各務原市立川島中学校
- 川島ライフデザインセンター

## 著名な出身者
- 小島三郎（医学博士）

## 校歌
- 校歌は1番から3番まであるが、基本的には1番と3番しか歌わないことが多い[要出典]。